# Indaur (település)

Indaur városa (angolul Indore, hindiül इंदौर) indiai település, a hasonló nevű kerület adminisztrációs központja, Madhja Prades szövetségi államban. A városnak 2011-ben mintegy 1 960 000, az agglomerációnak 2 167 000 lakosa volt.

## Története

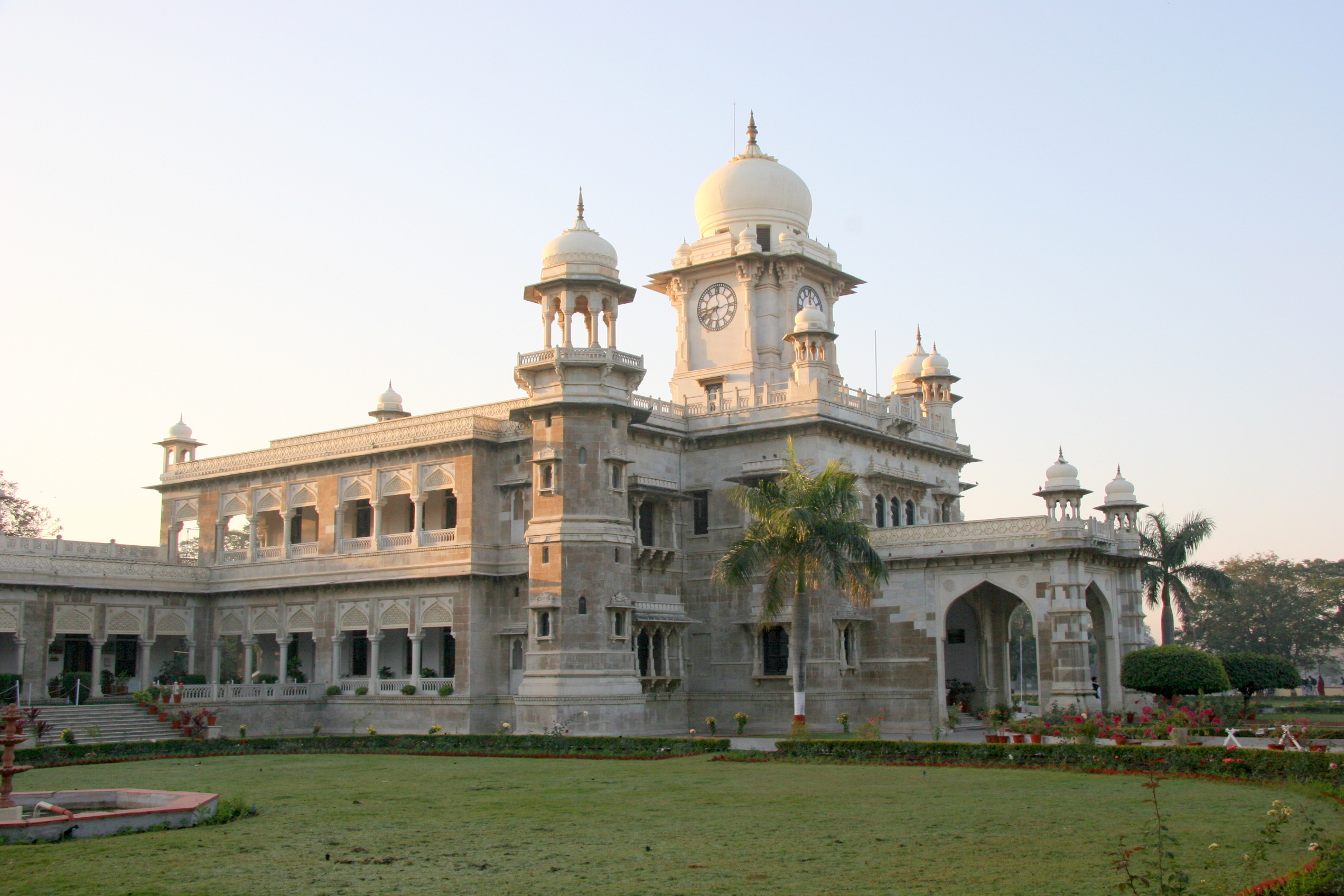
A Daly College

Az ugyanilyen nevű az egykori állam fővárosa volt a Vindhja-hegység nyugati részén. A brit időkben fontos katonai állomás volt a Mumbai–Agra főútvonal mellett, a brit indiai Central India Agency székhelye textiliparral és ópiumkereskedelemmel, 1931-ben 127 327 lakossal. 
Sok, a brit gyarmati uralom idején épült épülete ma is áll. Egyetemi város; az egyetem elődjének tekinthető Daly College-t, ahol az indiai fejedelmek fiait oktatták, még a 19. században alapították.

## Gazdaság
Ipari város (pamut-, fém-, bútor-, vegyipar), kulturális központ (egyetem, színház, múzeum, mozi), forgalmi csomópont (közúti, vasúti, légi) és egyben kutatóközpont tudományos intézményekkel. A környék mezőgazdasági termékeinek feldolgozója (gyapot, köles, kukorica, repce, búza).

## Látnivalók
- A város szívében, A Rádzsvárá Palota maradványa, amelyből egy mutatós homlokzat maradt.
- A városközpontban a Káncs Mándir 19. századi pazar, dzsaina temploma.
- A város délnyugati szélén a Lálbág Palota. A 20. század elején épült, ma Nehru Centre néven múzeumként működik.
- A várostól 55 km-re ÉNy-ra Uddzsaín.
- A várostól 90 km-re délnyugatra Mándú lenyűgöző épületeivel az egyik legvarázslatosabb várrom Indiában.

## Fordítás
- Ez a szócikk részben vagy egészben  az   Indore című német Wikipédia-szócikk fordításán alapul.  Az eredeti cikk szerkesztőit annak laptörténete sorolja fel. Ez a jelzés csupán a megfogalmazás eredetét és a szerzői jogokat jelzi, nem szolgál a cikkben szereplő információk forrásmegjelöléseként.